# وزارة التنمية المحلية (مصر)
وزارة التنمية المحلية المصرية هي الوزارة المسؤولة عن التنمية المحلية ووحدات الإدارة المحلية في جمهورية مصر العربية ويتولى رئاستها الآن اللواء هشام آمنة، أنشئت وزارة الدولة للتنمية المحلية بقرار رئيس جمهورية مصر العربية بتنظيم وزارة التنمية المحلية رقم 380 لسنة 1999، وكان من أهداف إنشاء وزارة الدولة للتنمية المحلية هي تنسيق بين مختلف الجهود التي تعمل لتنمية المجتمعات المحلية ووحدات الإدارة المحلية في جميع محافظات مصر، والإسهام في خطة التنمية الاقتصادية والاجتماعية وذلك بالاشتراك مع المحافظات.

## التشريعات المنظمة

### القوانين
- قانون نظام المجالس البلدية والقروية رقم 145 لسنة 1944.[1]
  - قانون رقم 119 لسنة 1950 بتعديل القانون رقم 145 لسنة 1944.[2]
  - قانون رقم 146 لسنة 1953 بتعديل القانون رقم 145 لسنة 1944.[3]
  - قانون رقم 403 لسنة 1953 بتعديل القانون رقم 145 لسنة 1944.[4]
  - قانون رقم 524 لسنة 1953 بتعديل القانون رقم 145 لسنة 1944.[5]
- قانون نظام المجالس البلدية رقم 66 لسنة 1955: ألغي بموجبه قانون نظام المجالس البلدية والقروية رقم 145 لسنة 1944.[6]
  - قانون رقم 334 لسنة 1956 بتعديل القانون رقم 66 لسنة 1955.[7]
  - قانون رقم 31 لسنة 1957 بتعديل القانون رقم 66 لسنة 1955.[8]
- قانون نظام الإدارة المحلية رقم 124 لسنة 1960: ألغي بموجبه قانون نظام المجالس البلدية رقم 66 لسنة 1955.[9]
  - اللائحة التنفيذية:
    - قرار رئيس الجمهورية رقم 1513 لسنة 1960 بإصدار اللائحة التنفيذية للقانون رقم 124 لسنة 1960.[10]
    - قرار رئيس الجمهورية رقم 1174 لسنة 1973 بتعديل اللائحة التنفيذية للقانون رقم 124 لسنة 1960.[11]

  - قانون رقم 151 لسنة 1961 بتعديل القانون رقم 124 لسنة 1960.[12]
  - قانون رقم 54 لسنة 1963 بتعديل القانون رقم 124 لسنة 1960.[13]
  - قانون رقم 43 لسنة 1966 بتعديل القانون رقم 124 لسنة 1960.[14]
  - قانون رقم 38 لسنة 1968 بتعديل القانون رقم 124 لسنة 1960.[15]
  - قانون رقم 18 لسنة 1970 بتعديل القانون رقم 124 لسنة 1960.[16]
  - قانون رقم 73 لسنة 1970 بتعديل القانون رقم 124 لسنة 1960.[17]
- قانون تشكيلات المجالس المحلية رقم 65 لسنة 1964.[18]
- قانون الحكم المحلي رقم 57 لسنة 1971.[19]
- قانون نظام الحكم المحلي رقم 52 لسنة 1975: ألغي بموجبه قانون نظام الإدارة المحلية رقم 124 لسنة 1960 وقانون الحكم المحلي رقم 57 لسنة 1971.[20]
  - اللائحة التنفيذية:
    - قرار رئيس الجمهورية رقم 959 لسنة 1975 بإصدار اللائحة التنفيذية للقانون رقم 52 لسنة 1975.[21]
- قانون نظام الحكم المحلي رقم 43 لسنة 1979: ألغي بموجبه قانون نظام الحكم المحلي رقم 52 لسنة 1975.[22]
  - اللائحة التنفيذية:
    - قرار رئيس مجلس الوزراء رقم 707 لسنة 1979 بإصدار اللائحة التنفيذية للقانون رقم 43 لسنة 1979.[23]
    - قرار رئيس مجلس الوزراء رقم 1251 لسنة 1988 بتعديل اللائحة التنفيذية للقانون رقم 43 لسنة 1979.[24]
    - قرار رئيس مجلس الوزراء رقم 488 لسنة 1989 بتعديل اللائحة التنفيذية للقانون رقم 43 لسنة 1979.[25]
    - قرار رئيس مجلس الوزراء رقم 1105 لسنة 1990 بتعديل اللائحة التنفيذية للقانون رقم 43 لسنة 1979.[26]
    - قرار رئيس مجلس الوزراء رقم 1543 لسنة 1993 بتعديل اللائحة التنفيذية للقانون رقم 43 لسنة 1979.[27]
    - قرار رئيس مجلس الوزراء رقم 2718 لسنة 1996 بتعديل اللائحة التنفيذية للقانون رقم 43 لسنة 1979.[28]
    - قرار رئيس مجلس الوزراء رقم 220 لسنة 2000 بتعديل اللائحة التنفيذية للقانون رقم 43 لسنة 1979.[29]

  - قانون رقم 50 لسنة 1981 بتعديل القانون رقم 43 لسنة 1979.[30]
  - قانون رقم 168 لسنة 1981 بتعديل القانون رقم 43 لسنة 1979.[31]
  - قانون رقم 9 لسنة 1989 بتعديل القانون رقم 43 لسنة 1979.[32]
  - قانون رقم 84 لسنة 1996 بتعديل القانون رقم 43 لسنة 1979.[33]
  - قانون رقم 178 لسنة 2005 بتعديل القانون رقم 43 لسنة 1979.[34]
  - قانون رقم 115 لسنة 2011 بتعديل القانون رقم 43 لسنة 1979.[35]

### قرارات الهيكل التنظيمي
- قانون رقم 530 لسنة 1954 بتنظيم وزارة الشئون البلدية والقروية.[36]
- قانون رقم 188 لسنة 1955 بضم مصالح وإدارات المباني لوزارة الشئون البلدية والقروية.[37]
- قرار رئيس الجمهورية رقم 68 لسنة 1962 بمسؤوليات وتشكيل وزارة الإدارة المحلية.[38]
- قرار رئيس الجمهورية رقم 1119 لسنة 1968 بإعادة تنظيم وزارة الإدارة المحلية.[39]
- قرار رئيس الجمهورية رقم 380 لسنة 1999 بتنظيم وزارة التنمية المحلية.[40]
- قرار رئيس الجمهورية رقم 423 لسنة 2005 بتنظيم وزارة التخطيط والتنمية المحلية.[41]

## الجهات التابعة
- جهاز الصناعات الحرفية والتعاون الإنتاجي[42] وجهاز بناء وتنمية القرية المصرية[43] (سابقاً حيث تم دمجهم في ديوان عام الوزارة).[44]

## الوزراء
- عبد السلام المحجوب
- محسن النعماني
- محمد أحمد عطية
- أحمد زكي عابدين
- محمد علي بشر
- عادل لبيب
- أحمد زكي بدر
- هشام الشريف
- أبو بكر الجندي
- محمود شعراوي
- هشام آمنة
- منال عوض ميخائيل